# Mesoceration curvosum
Mesoceration curvosum är en skalbaggsart som beskrevs av Perkins 2008. Mesoceration curvosum ingår i släktet Mesoceration och familjen vattenbrynsbaggar. Inga underarter finns listade i Catalogue of Life.